# اورسایوو
اورسایوو (انگلیسی: Ursayevo) یک شهرک در شهرستان شارانسکی استان باشقیرستان کشور روسیه است.